# جهاد الغنام
جهاد شاكر الغنام (وُلد في عام 1961 في مدينة رفح واغتيلَ في التاسع من أيار/مايو 2023 في مدينة رفح) كان قياديًا بارزًا في صفوف حركة الجهاد الإسلامي في فلسطين كما شغلَ منصب أمين سر حركة سرايا القدس الذراع العسكري للجهاد إلى حين اغتياله في عمليّة مشتركة بين الجيش الإسرائيلي وجهاز الشاباك.

## الحياة المُبكّرة
وُلد جهاد شاكر الغنام عام 1961 في رفح جنوبي قطاع غزة.

## المسيرة المهنيّة

### البداية
بدأَ اسمُ جهاد يبرز في صفوف فصائل المقاومة الفلسطينيّة حينما شاركَ في معارك الثورة الفلسطينية في بيروت وغيرها، وانضمَّ لحركة الجهاد الإسلامي في أواخر الثمانينيات حيث التقى فتحي الشقاقي. شاركَ جهاد في تدريب مقاتلي الحركة في بيروت والسودان ولعبً دورًا محوريًا في هذا الإطار.

### سرايا القدس
بدأَ اسم جهاد يبرز أكثر فأكثر مع مرور السنوات، وتزامنًا معَ انتفاضة الأقصى عام 2000، شاركَ الغنام في تدريبِ مقاتلي حركة سرايا القدس داخل قطاع غزة حيثُ درَّبهم وآخرين على إطلاق قذائف الهاون وصدِّ الاجتياحات واستهداف الآليات الإسرائيليّة وأشرفَ برفقة قادة آخرين على بعض العمليات العسكرية داخل الأراضي المحتلة.
تعرَّض في عام 2001 لإصابةٍ خطيرةٍ فقدَ على إثرها قدميه وجزءًا من يديه، كما تعرَّض منزله للقصف عدة مرات – في إطار محاولات الاغتيال – خلال المعارك والجولات القتالية بين الاحتلال الإسرائيلي وفصائل المقاومة في غزة. رافقَ جهاد قائد لواء المنطقة الجنوبية خالد منصور حتى استشهاده في غارة جوية في السادس من آب/أغسطس 2022.
تولى الغنام قيادة المنطقة الجنوبية في سرايا القدس وكُلِّف بأمانة سر المجلس العسكري لسرايا القدس. اتهمته سلطات الاحتلال بتقلّد مناصب رفيعة في الجناح العسكري لحركة الجهاد الإسلامي، واعتبرته مسؤولًا عن التنسيق ونقل الأموال والأسلحة بينها وبين حركة المقاومة الإسلامية حماس.

## الاغتيال

### المحاولات المتعددة
نجا جهاد غنام من أكثر من خمس محاولاتِ اغتيالٍ فاشلة، لعلَّ أبرزها محاولة الاغتيال الإسرائيلية له عام 2014 حين قُتِلت والدته وأشقاؤه بمن فيهم القيادي البارز في السرايا زياد الغنام وأبناء عمومته.

### الغارات الجوية على رفح
أغارت الطائرات الإسرائيليّة فجر التاسع من أيار/مايو 2023 عبرَ 40 طائرة حربيّة على عدّة مناطق في قطاع غزة بما في ذلك مناطق محدَّدة في مدينة رفح، حيثُ استهدفت الشقة السكنيّة التي كان يُقيم فيها ما نجمَ عنه مقتله هو وزوجته فورًا. تمكّنت إسرائيل خلال هذه العمليّة التي أسمتها «عملية السهم الواقي» من اغتياله هو وقادة آخرين للسرايا في مناطق أخرى من القطاع ولعلَّ أبرزهم خليل البهتيني عضو المجلس العسكري للسرايا وقائد المنطقة الشمالية، والقائد طارق عز الدين أحد قادة العمل العسكري للحركة في الضفة الغربية.

### ردود الفعل
نعت سرايا القدس جهاد في بيانٍ مطوّلٍ مما جاء فيه: «إننا إذ ننعى شهدائنا القادة وزوجاتهم وعددًا من أبنائهم لنؤكد على أنَّ دماء الشهداء ستزيد من عزمنا ولن نغادر مواقعنا». حمَّلت الغرفة المشتركة لفصائل المقاومة تل أبيب المسؤولية عن اغتيال القادة الثلاثة، معلنةً بدورها بدء عمليّة هجوميّة سمَّتها عملية ثأر الأحرار حيثُ ردَّت على الاغتيالات الإسرائيلية الممنهجة بإرسال مئات القذائف والصواريخ صوبَ المدن والبلدات الإسرائيلية القريبة من القطاع كما استهدفت في بعضِ الرشقات الصاروخيّة مدينة تل أبيب و‌منطقة تل أبيب.